# William Sinclair
William Sinclair (1410-1484) was de eerste graaf van Caithness, 3e graaf van Orkneyeilanden en baron van Rosslyn. Hij is vermoedelijk de opdrachtgever voor de bouw van de Rosslyn Chapel.

## Levensloop
Hij was de kleinzoon van Hendrik I Sinclair en zoon van Hendrik II Sinclair, zijn vader was een tijdlang de voogd van de jonge Jan Stewart, de latere Jacobus I van Schotland. Willem zelf maakte een spoedige carrière, eerst als hoge admiraliteit van Schotland en daarna als heer kanselier van Schotland tussen 1454 tot 1456. Hij werd de eerste heer Sinclair in Schotland rond 1449.
Tijdens zijn leven maakte hij vele landelijke transacties, een van de eerste belangrijke verruilingen was de heerschappij van Nithsdale met landerijen in het graafschap Caithness, wat daarna al snel leidde tot de benoeming van graaf binnen Schotland.
Koning Jacobus III van Schotland hield zijn rechten en behoud op het Noorse graafschap Orkney in en voegde dit aan het Schotse koninklijk domein toe in 1470. William werd beloofd gecompenseerd te worden en dit werden de landerijen van Ravenscraig in 1471.
Bij acte van het parlement van Schotland werd op 20 februari 1472 werd besloten dat de Orkneyeilanden voortaan bij de Schotse kroon behoorden.